# Louis Weinert-Wilton
Louis Weinert-Wilton, na verdade Alois Weinert (nascido em 11 de maio de 1875 em Weseritz, Bohemia, † 5 de setembro de 1945 em Praga) foi um escritor alemão de dramaturgia e ficção policial, originário da região do Sudeto. Durante o boom dos filmes policiais no cinema da Alemanha Ocidental, na década de 60, vários de seus romances de mistério foram adaptados para as telas devido à sua semelhança com a popular série da Rialto Filme, de Edgar Wallace.

## Biografia
Ele veio de uma família clerical alemã do Sudeto. Depois de terminar o colégio em Cheb, estudou na Academia Naval Imperial de Pula (atual Croácia). Por razões de saúde, ele foi forçado a deixar o exército no posto de tenente.
Quando estudante universitário, naquelas paragens românticas de Heidelberg, 
Wilton era aficionado pela filosofia de Nietzsche e seu anticristianísmo. Era polêmico e seus companheiros criam-no um candidato a filósofo ou advogado. Entretanto, ele veio a interessar-se pela literatura e enveredou-se pelo romance policial, pela novela de entrecho emaranhado.
Wilton casou-se e foi morar com sua esposa em Praga. Desde 1901, ele trabalhou como editor no jornal Prager Tagblatt, mais tarde como editor-chefe do jornal da noite Prager Abendblatt. Desde 1921, ele trabalhou como diretor de vendas no Novo Teatro Alemão em Praga.
Sua vida literária começava a dar indícios. Ele criou mistérios policiais e criminosos enredados com a justiça, com policiais e com detetives sagazes. Tudo começou, um dia, quando ele teve a ideia de escrever um romance de aventuras. Entregou-o a um conhecido editor e partiu para uma viagem em uma estação de águas. Não tardou muito e chegou-lhe a inesperada notícia de que o livro fora um sucesso de vendas. E um pedido de novos trabalhos. Não tardou e ele se tornou um brilhante romancista policial, “dos mais lidos e apreciados em nossos tempos”, um dos raros escritores não anglo-franco-americano, que obteve êxito neste tipo de literatura.
Com isso ele concluiu que sua terra natal (a Alemanha de seu tempo) não respondia às suas necessidades de escritor romances de mistérios e concluiu que eles seriam melhor aceitos na terra do fog e da Scotland Yard, e transferiu-se para Londres, e situou ali, nas terras Ianques, os seus romances, e personagens.
Em 1936, ele deixou o teatro e permaneceu como escritor de romances policiais. Depois que a Segunda Guerra Mundial chegou à Tchecoslováquia campo de internamento e foi ali onde morreu. Wilton foi o único autor alemão a distinguir-se no gênero do romance policial.
Em seus livros se nota o homem de erudição, escrevendo com graça e colorido. Muitos de seus traços pessoais ele deixou impressos em seus romances, como por exemplo em seu livro As Panteras,  um livro que se lê de um só fôlego, “...agradável, pitoresco, emocionante e instrutivo...”. ou em O Sinal Fatídico, ambientado em Bolonha. Suas histórias são carregadas de imprevistos, são ruidosas, movimentadas e emocionantes, normalmente aclimatadas em cenários ingleses, com fantasmas e perigos, e onde se pode vislumbrar, por vezes, um empolgante romance de amor. São histórias emocionantes, que, segundo o editorialista do jornal carioca "Beira-Mar", seria (...)

“... uma leitura apropriada para os dias de chuva, para o sábado inglês, para os domingos de folga, para as horas de viagem, para os serões de inverno...” 

## Publicações

### A Coleção Amarela
A Coleção Amarela ou Série Amarela, criada em 1931, era, em verdade, um catálogo de livros de Crime de detetive, novelas policiais, de mistério e aventura, da Livraria Globo, de Porto Alegre.  A Casa Publicadora, tinha entre seus tradutores Walter Heckmann e lançava vários livros por mês , e publicou vários livros do autor: O Sinal Maldito, às vezes nominado também de O Sinal Fatídico, "Coleção Amarela", Coleção "Clube do Crime", que trazia os romances de "Desportes" O Crime na Igreja Madalena, Pierre Véry (1900+1960) O Testamento de Basil Crookes e sua criação, o herói "Antoine La Guépie" de Danse à l'ombre, Alex Coutet, de Grenoble, com o seu A vingança do americano, e o famoso "Vida de Circo"", lançado em 1948, pelas Edições Arthaud, Paris, com capa de Yves Brayer, etc., As Panteras, A Aranha Branca, A Rainha da Noite,, O Tapete da Morte  etc.  e publicava não somente Louis Wilton mas também outros autores de renome, como por exemplo, Edgar Wallace, Edward Phillips Oppenheim,  criador do honorável "Algernon Knox", O Segredo da mina 
Ajuste de contas  O assassinato de Glenlitten (1929)  Sax Rohmer, Agatha Christie,  O “Mistério da escada circular” de Mary Roberts Rinehart (1876-1958), e sua criação a detetive enfermeira Miss Pinkerton, e suas semelhanças com os detetives científicos do irlandês Freeman Wills Crofts (1879-1957) e Arthur B. Reeve. Rinehart era considerada por Edgar Wallace como a rainha dos escritores de mistério e crime. etc., entre outros, em uma linguagem acessível para o grande público.
Segundo nos diz o articulista Genolino Amado, da Gazeta carioca: “O Jornal”, em sua publicação do dia 9 de março de 1945, em seu artigo Sherlock e a Democracia, ele diz que 
 “... foi somente em países democráticos, como Inglaterra, França e na América, que os romances de mistério (literatura de detetives), floresceram. Em países como a Rússia, czarista, a Áustria dos Habsburgos, a Alemanha do Kaiser e de Hitler e a Itália de Mussolini, com o mordaça da censura, nunca viram nascer em seu solo um Sir Arthur Conan Doyle, um Gaston Leroux, um S. S. Van Dyne, um Maurice Leblanc ou um Chesterton. Louis Wilton, embora alemão, despontou como escritor quando  residia em Londres e, mesmo assim, foi o único autor germânico a distinguir-se no gênero."

### Livraria Annunziato[nota 6]
Um dos correspondentes com os editores estrangeiros era a Livraria Annunziato, que através de seus correspondentes, recebia as novidades editadas naqueles países. A Livraria Annunziato estava sediada na Rua São Bento, 36-E, em São Paulo e recebia títulos como, “A cobra amarela”, “O falsário”, “O crime de Chan Fu” por Edgar Wallace; “A casa perdida", por Agatha Christie; “O imperador da América”, por Sax Rohmer; “A casa das mortes estranhas”, por Leon Grog; e A Cidade nas Trevas  “Tres crimes”, por Marcel Marc; “Duas vezes assassinado”, por André Streman; ”; “O mensageiro da morte”, com o detetive Sexton Blake, criado por Harry Blyth (como Hal Meredeth); “O enigma do riacho sangrento”, “O diamante maldito” etc.. Gaston Leroux, Maurice Leblanc, Sir Arthur Conan Doyle, H G Wells, S S Van Dyne, A. E. W. Mason, O Prisioneiro da Opala,  
Já outras livrarias conhecidas, tornaram-se distinguidas na comercialização dos livros editados pela Editora do Globo, como por exemplo, a Livraria e editora Freitas Bastos, na Rua Betencourt da Silva, 21-A, Rio de Janeiro.

### Tipografia Teixeira[nota 8]
A Tipografia Teixeira, fundada em 1876 os dois imigrantes portugueses, os irmãos Teixeira: Antônio Maria e José Joaquim, a princípio como a Livraria Teixeira, com sede em São Paulo, passou por diversas alterações em sua razão social. Ela tornou-se uma espécie de publicitária e divulgadora e manteve intercâmbio com edições de vários países e recebia seus lançamentos e tratava de suas edições em território nacional. Em 1932, por exemplo, ela recebeu os exemplares da Aranha Branca, por volta de 23 de dezembro de 1931  e do Tapete da Morte, por volta de 1 de setembro de 1932, e entre outros, por volta de 7 de julho de 1936, um exemplar de “O Sinal Fatídico”, etc.

## Atividades
Em 1929, ele escreveu seus dois primeiros romances policiais. Entre 1929/39, ele publicou onze romances no estilo do escritor inglês Edgar Wallace, publicado pela Goldmann Verlag, em Leipzig.

## Obra
Entre os anos 1929/39, ele publicou seus pela editora Goldmann Verlag, em Leipzig e depois, na década de 80, vários deles foram reeditados pela Goldmann Verlag de Munique.
Obra escrita
Inúmeros de seus romances foram publicados nos anos 80 na reedição de Goldmann Verlag, de Munique. Ele editou os livros: 
- O Tapete da Morte (Der Teppich des Grauens (1929),[44]
- A Aranha Branca (Die weiße Spinne (1929), Tradução de Walter Heckmann . Livraria Globo de Porto Alegre  [45]
- As Panteras (Die Panther (1930),[46]
- A Rainha da Noite (Die Königin der Nacht (1930), Livraria Globo de Porto Alegre [47][48]
- O Pentagrama (Der Drudenfuss (1931),
- A Árvore da Prece (Der Betende Baum (1932),
- A Luz do Riacho (Licht vom Strom (1933),
- Marco negro (Black Meilenstein (1935),
- O lago assombrado (Spuk am See (1938),
- O Mistério do Cravo Chinês (Die chinesische Nelke (1940),
- O Escorpião (Der Skorpion (1941).
- O Sinal Fatídico Livraria Globo de Porto Alegre  [49]<ref>Beira-Mar : Copacabana, Ipanema, Leme (RJ), 1 de agosto de 1936.

Peças teatrais
- Mühlhofbäuerin (A Esposa do fazendeiro) - (1901) Tragédia,
- Der Lorbeer (O louro) (1902) Espetáculo,
- Sommernachtsträume (Sonhos de uma noite de verão) (1902) Espetáculo,
- Das Wohltätigkeitsfest (O Festival de Caridade) (1903) Comédia,
- Die Stärker Stunde (A Hora Mais Forte) (1909) Espetáculo,
- Das Ahnenschloß (O Castelo Ancestral) (1909) Dueto.

Filmografia
Na década de 60, vários de seus romances foram adaptados para as telas de cinema, e alcançaram relevante sucesso.
- Der Teppich des Grauens (em alemão) (diretor Harald Reinl, 1962)
- A aranha branca (Die Weiße Spinne) (diretor Harald Reinl, 1963)
- O Segredo da Viúva Negra (Das Geheimnis der schwarzen Witwe) (diretor Franz Josef Gottlieb, 1963)
- O segredo do cravo chinês (Das Geheimnis der chinesischen Nelke) (diretor Rudolf Zehetgruber, 1964)